# Frunzăuca, Stînga Nistrului
Frunzăuca este un sat din cadrul comunei Hrușca din Unitățile Administrativ-Teritoriale din Stînga Nistrului, Republica Moldova. În anul 2004 satul avea 133 de locuitori, dintre care 80 moldoveni, 42 ucraineni și 9 ruși.